# Liste der Stolpersteine in Windeck
In der Liste der Stolpersteine der Gemeinde Windeck werden die vorhandenen Stolpersteine aufgeführt, die im Rahmen des Projektes Stolpersteine des Künstlers Gunter Demnig in bisher drei Verlegeaktionen in den Ortsteilen Dattenfeld, Dreisel, Gerressen, Gutmannseichen, Herchen, Kohlberg, Niederalsen und Rosbach verlegt worden sind.

## Dattenfeld
| Adresse                                                  | Name                    | Inschrift | Verlegedatum  | Bild | Anmerkung                                  |
| -------------------------------------------------------- | ----------------------- | --- | ------------- | ---- | ------------------------------------------ |
| Hauptstr. 128 ·                                          | Julius Simon            | Hier wohnte Julius Simon Jg. 1895 verhaftet 1938 ‘Rath-Aktion’ Dachau deportiert 1942 ermordet 1942 in Minsk | 17. Sep. 2011 |      | geboren am 14. November 1895 in Dattenfeld |
| Hauptstr. 128 ·                                          | Gertrud Simon           | Hier wohnte Gertrud Simon Jg. 1928 deportiert 1942 ermordet 1942 in Minsk                                    | 17. Sep. 2011 |      |                                            |
| Hauptstr. 128 ·                                          | Heinz Simon             | Hier wohnte Heinz Simon Jg. 1930 deportiert 1942 ermordet 1942 in Minsk                                      | 17. Sep. 2011 |      |                                            |
| Hauptstr. 128 ·                                          | Norbert Simon           | Hier wohnte Norbert Simon Jg. 1935 deportiert 1942 ermordet 1942 in Minsk                                    | 17. Sep. 2011 |      | geboren am 21. August 1935 in Dattenfeld   |
| Hauptstr. 128 ·                                          | Irma Simon              | Hier wohnte Irma Simon geb. Hofmann Jg. 1898 deportiert 1942 ermordet 1942 in Minsk                          | 17. Sep. 2011 |      | geboren am 10. April 1898 in Frickhofen    |
| Alte Schulstraße · Treppenaufgang · katholische Kirche · | Vikar Ernst Moritz Roth | 1932–1935 Ernst Moritz Roth Vikar Jg. 1902 im christlichen Widerstand Berufsverbot tot 1945                  | 23. März 2012 |      |                                            |

## Dreisel
| Adresse     | Name              | Inschrift | Verlegedatum  | Bild | Anmerkung |
| ----------- | ----------------- | --- | ------------- | ---- | --------- |
| Im Damm 1 · | Ernst Moritz Roth | Ernst Moritz Roth Vikar Jg. 1902 im christlichen Widerstand Berufsverbot versteckt gelebt tot 1945 bei Bombenangriff | 23. März 2012 |      |           |

## Gerressen
| Adresse                | Name          | Inschrift | Verlegedatum  | Bild | Anmerkung |
| ---------------------- | ------------- | --- | ------------- | ---- | --- |
| Ennenbacher Straße 8 · | Leopold Meier | Hier wohnte Leopold Meier Jg. 1860 Heimatort unfreiwillig verlassen Herchen gedemütigt/entrechtet tot 6.8.1936 | 29. März 2012 |      | Der Metzger Leopold Meier wohnte mit seiner Frau Rosa einige Zeit in dem Anwesen Haus Schleppach. Ab 1936 mussten sie mit anderen jüdischen Bürgern in dem sogenannten „Gelben Haus“ in Igelshof zusammenziehen. Leopold Meier starb 1936 und wurde auf dem jüdischen Friedhof in Eitorf begraben.                                                                           |
| Ennenbacher Straße 8 · | Rosa Meier    | Hier wohnte Rosa Meier geb. Herz Jg. 1872 deportiert 1942 Theresienstadt ermordet in Treblinka                 | 29. März 2012 |      | Rosa Meier, geboren am 28. August 1872 in Schweinheim, verzog nach dem Tod ihres Mannes nach Köln und wurde am 15. Juni 1942 aus dem Sammellager Köln-Müngersdorf nach Theresienstadt deportiert. Einige Monate später wurde sie nach Treblinka gebracht und am 19. September 1942 ermordet. Beachte: Unterschied Schreibweise Meier/Maier bei Stein und Quelle Bundesarchiv |

## Gutmannseichen
| Adresse           | Name              | Inschrift | Verlegedatum  | Bild                                                               | Anmerkung                                            |
| ----------------- | ----------------- | --- | ------------- | ------------------------------------------------------------------ | ---------------------------------------------------- |
| Quellgasse 1 ·    | Wilhelmine Müller | Hier wohnte Wilhelmine Müller geb. Hansmann Jg. 1900 eingewiesen 20.12.1937 Heilanstalt Bonn 'verlegt’ 6.7.1944 Heilanstalt Obrawalde ermordet 13.7.1944 | 11. März 2016 | Stolperstein Windeck Gutmannseichen Quellgasse 1 Wilhelmine Müller | geboren am 23. Mai 1900 in Hoppengarten              |
| Zum Wochenend 6 · | Josef Gauchel     | Hier wohnte Josef Gauchel Jg. 1928 seit 1937 immer wieder in Heilanstalten 'verlegt’ 17.5.1943 Heilanstalt Niedernhart ermordet 31.5.1943                | 11. März 2016 | Stolperstein Windeck Gutmannseichen Zum Wochenend 6 Josef Gauchel  | geboren am 23. Februar 1928 in Rossel bei Dattenfeld |

## Herchen
| Adresse              | Name              | Inschrift | Verlegedatum  | Bild | Anmerkung                        |
| -------------------- | ----------------- | --- | ------------- | ---- | -------------------------------- |
| Höher Landstraße 2 · | Charlotte Burbach | Hier wohnte Charlotte Burbach geb. Gans Jg. 1895 Heimatort unfreiwillig verlassen 1941 Köln Flucht in den Tod 27.8.1942 | 23. März 2012 |      | geboren am 11. Juli 1895 in Köln |
| Höher Landstraße 2 · | Lothar Burbach    | Hier wohnte Lothar Burbach Jg. 1895 gedemütigt/entrechtet überlebt                                                      | 23. März 2012 |      |                                  |

## Kohlberg
| Adresse          | Name         | Inschrift                                                                                            | Verlegedatum  | Bild | Anmerkung    |
| ---------------- | ------------ | --- | ------------- | ---- | ------------ |
| Eisenstraße 13 · | Helene Weber | Hier wohnte Helene Weber Jg. 1923 eingewiesen Kinderheim Kerpen ‘verlegt’ Schicksal unbekannt        | 29. März 2012 |      | genannt Lena |
| Eisenstraße 13 · | Franz Weber  | Hier wohnte Franz Weber Jg. 1925 eingewiesen kath. Kinderheim Morsbach ‘verlegt’ Schicksal unbekannt | 29. März 2012 |      |              |

## Niederalsen
| Adresse            | Name                | Inschrift                                                                               | Verlegedatum  | Bild | Anmerkung |
| ------------------ | ------------------- | --------------------------------------------------------------------------------------- | ------------- | ---- | --- |
| Grummetswiese 12 · | Betti Blumenthal    | Hier wohnte Betti Blumenthal Jg. 1928 deportiert 1942 ermordet 1942 in Minsk            | 17. Sep. 2011 |      | geboren am 4. Juni 1928 in Rosbach Der Stein für Betti Blumenthal war der erste Stein, der in Windeck verlegt worden ist. |
| Grummetswiese 12 · | Elfriede Blumenthal | Hier wohnte Elfriede Blumenthal Jg. 1930 deportiert 1942 ermordet 1942 in Minsk         | 17. Sep. 2011 |      | geboren am 19. März 1930 in Rosbach                                                                                       |
| Grummetswiese 12 · | Eduard Blumenthal   | Hier wohnte Eduard Blumenthal Jg. 1887 deportiert 1942 ermordet 1942 in Minsk           | 17. Sep. 2011 |      | geboren am 18. August 1887 in Rosbach                                                                                     |
| Grummetswiese 12 · | Meta Blumenthal     | hier wohnte Meta Blumenthal geb. Weiler Jg. 1890 deportiert 1942 ermordet 1942 in Minsk | 17. Sep. 2011 |      | geboren am 14. Dezember 1890 in Rosbach                                                                                   |

## Rosbach
| Adresse                           | Name                | Inschrift | Verlegedatum  | Bild                                                              | Anmerkung |
| --------------------------------- | ------------------- | --- | ------------- | ----------------------------------------------------------------- | --- |
| Alte Dorfstraße 13 ·              | Ida Gottschalk      | Hier wohnte Ida Gottschalk geb. Leeser Jg. 1881 deportiert 1941 tot in Riga                                                                      | 29. März 2012 |                                                                   | geboren am 9. Oktober 1881 in Rosbach |
| Alte Dorfstraße 13 ·              | Herta Hirsch        | Hier wohnte Herta Hirsch geb. Gottschalk Jg. 1915 deportiert 1941 Riga 1944 Stutthof tot 6.1.1945                                                | 29. März 2012 |                                                                   | |
| Alte Dorfstraße 13 ·              | Rosa Israel         | Hier wohnte Rosa Israel geb. Gottschalk Jg. 1909 deportiert 1941 Riga tot 6.1.1945 Stutthof                                                      | 29. März 2012 |                                                                   | geboren am 8. November 1909 in Rosbach |
| Bergstraße 6 ·                    | Ferdinand Simon     | Hier wohnte Ferdinand Simon Jg. 1896 deportiert 1941 tot in Riga                                                                                 | 29. März 2012 |                                                                   | geboren am 10. November 1896 in Rosbach |
| Bergstraße 6 ·                    | Simon Simon         | Hier wohnte Simon Simon Jg. 1866 gedemütigt/entrechtet tot 1938 Krankenhaus Dattenfeld                                                           | 29. März 2012 |                                                                   | |
| Bergstraße 6 ·                    | Amalie Simon        | Hier wohnte Amalie Simon geb. Meier Jg. 1858 Opfer des Pogroms 1938 tot 17.3.1939 an den Folgen                                                  | 29. März 2012 |                                                                   | |
| Bergstraße 7 ·                    | Hermann Moses       | Hier wohnte Hermann Moses Jg. 1865 Flucht 1939 Holland interniert Westerbork deportiert 1943 Auschwitz ermordet 17.9.1943                        | 29. März 2012 |                                                                   | geboren am 28. September 1865 in Rosbach |
| Bergstraße 7 ·                    | Sophie Moses        | Hier wohnte Sofie Moses geb. Hirschmann Jg. 1883 Flucht 1939 Holland interniert Westerbork deportiert 1943 Auschwitz ermordet 17.9.1943          | 29. März 2012 |                                                                   | geboren am 11. Juni 1888 in Großkrotzenburg |
| Bergstraße 7 ·                    | Frieda Rosenberg    | Hier wohnte Frieda Rosenberg geb. Moses Jg. 1899 deportiert 1942 Ghetto Zamosc ermordet in Sobibor                                               | 29. März 2012 |                                                                   | geboren am 23. März 1899 in Rosbach |
| Bergstraße 7 ·                    | Ellie Eichenwald    | Hier wohnte Elli Eichenwald geb. Moses Jg. 1901 Flucht 1938 USA überlebt                                                                         | 29. März 2012 |                                                                   | |
| Bergstraße 7 ·                    | Henny Schönthal     | Hier wohnte Henny Schönthal geb. Moses Jg. 1906 Flucht 1939 Holland interniert Westerbork deportiert 1943 Sobibor ermordet 30.4.1943             | 29. März 2012 |                                                                   | geboren am 18. Februar 1906 in Rosbach |
| Bergstraße 7 ·                    | Amalie Wolff        | Hier wohnte Amalie Wolff geb. Moses Jg. 1876 Flucht 1939 Holland interniert Westerbork deportiert 1943 Auschwitz ermordet 5.2.1943               | 29. März 2012 |                                                                   | geboren am 8. März 1876 in Rosbach |
| Bergstraße. 8–10 ·                | Albert Simon        | Hier wohnte Albert Simon Jg. 1898 verhaftet 1938 ‘Rath-Aktion’ Dachau deportiert 1942 ermordet 1942 in Minsk                                     | 17. Sep. 2011 | Stolperstein Windeck Bergstraße 8–10 Albert Simon                 | geboren am 26. April 1898 in Rosbach |
| Bergstraße. 8–10 ·                | Jenny Simon         | Hier wohnte Jenny Simon geb. Hessel Jg. 1897 deportiert 1942 ermordet 1942 in Minsk                                                              | 17. Sep. 2011 | Stolperstein Windeck Bergstraße 8–10 Jenny Simon                  | geboren am 15. Februar 1897 in Rosbach |
| Bergstraße. 8–10 ·                | Lothar Simon        | Hier wohnte Lothar Simon Jg. 1933 deportiert 1942 ermordet 1942 in Minsk                                                                         | 17. Sep. 2011 | Stolperstein Windeck Bergstraße 8–10 Lothar Simon                 | geboren am 28. November 1933 in Rosbach |
| Bergstraße 9 ·                    | Max Seligmann I     | Hier wohnte Max Seligmann Jg. 1880 verhaftet 1938 ‘Rath-Aktion’ Dachau verhaftet 1944 Aussenlage Buchenwald entlassen versteckt/überlebt         | 29. März 2012 |                                                                   | |
| Bergstraße 9 ·                    | Maria Seligmann     | Hier wohnte Maria Seligmann geb. Seiffen Jg. 1885 verhaftet 1944 Aussenlager Buchenwald entlassen versteckt/überlebt                             | 29. März 2012 |                                                                   | |
| Bergstraße 9 ·                    | Alfred Seligmann    | Hier wohnte Alfred Seligmann Jg. 1909 Flucht 1938 Argentinien überlebt                                                                           | 29. März 2012 |                                                                   | |
| Bergstraße 9 ·                    | Milton Seligmann    | Hier wohnte Milton Seligmann Jg. 1910 deportiert 1942 Majdanek ermordet 10.9.1942                                                                | 29. März 2012 |                                                                   | geboren am 22. Oktober 1910 in Rosbach |
| Bergstraße 9 ·                    | Klara Voos          | Hier wohnte Klara Voos geb. Seligmann Jg. 1911 deportiert 1941 Łodz/Litzmannstadt ermordet 10.5.1942 Chelmno/Kulmhof                             | 29. März 2012 |                                                                   | geboren am 5. Dezember 1911 in Hof (Ortsteil von Rosbach) Klara Voos, die Schwester von Irmfried Seligmann war verheiratet mit Bernhard Voos und lebte zuletzt in Köln. Die Familie Voos wurde mit ihrem kleinen Sohn mit dem ersten Transport von Köln in das Ghetto Litzmannstadt deportiert. Für Klara Voos geb. Seligmann wurde an ihrer letzten Anschrift in Köln in der Wilhelmstraße 55 ein weiterer Stolperstein verlegt. An dieser Stelle erinnern weitere Stolpersteine auch an ihren Mann Bernhard und ihren Sohn Gerson (geb. 1. November 1940).                                     |
| Bergstraße 9 ·                    | Irmfried Seligmann  | Hier wohnte Irmfried Seligmann Jg. 1913 deportiert 1941 Łodz/Litzmannstadt tot 10.7.1942                                                         | 29. März 2012 |                                                                   | geboren am 21. Mai 1913 in Rüddel (Ortsteil von Rosbach) Der Schneider Irmfried Seligmann heiratete um 1937 die Kölnerin Hanna Berger und lebte in Köln. Im Oktober 1941 wurde er gemeinsam mit seiner Frau, der erst wenige Monate alten Tochter Recha (geb. 26. April 1941) und der Familie seiner Schwester Klara Voos mit dem ersten großen Transport von Köln in das Ghetto Litzmannstadt deportiert. Für Irmfried Seligmann wurde an seiner letzten Anschrift in Köln in der Severinstraße 181 ein weiterer Stolperstein verlegt. Liste der Stolpersteine im Kölner Stadtteil Altstadt-Süd |
| Bergstraße 9 ·                    | Hermann Seligmann   | Hier wohnte Hermann Seligmann Jg. 1914 deportiert 1941 tot in Riga                                                                               | 29. März 2012 |                                                                   | |
| Hurster Straße 26 ·               | Georg Sussmann      | Hier wohnte Georg Sussmann Jg. 1893 Berufsverbot 1938 'Schutzhaft’ 1938 Dachau unfreiwillig verzogen 1944 Königswinter versteckt gelebt überlebt | 11. März 2016 | Stolperstein Windeck Rosbach Hurster Straße 26 Georg Sussmann     | |
| Hurster Straße 26 ·               | Liselotte Sussmann  | Hier wohnte Liselotte Sussmann Jg. 1930 unfreiwillig verzogen 1944 Königswinter versteckt gelebt überlebt                                        | 11. März 2016 | Stolperstein Windeck Rosbach Hurster Straße 26 Liselotte Sussmann | |
| Hurster Straße 26 ·               | Alma Sussmann       | Hier wohnte Alma Sussmann geb. Enders Jg. 1901 unfreiwillig verzogen 1944 Königswinter versteckt gelebt überlebt                                 | 11. März 2016 | Stolperstein Windeck Rosbach Hurster Straße 26 Alma Sussmann      | |
| Kirchplatz 9 ·                    | Siegmund Seligmann  | Hier wohnte Siegmund Seligmann Jg. 1877 verhaftet 1938 ‘Rath-Aktion’ Dachau deportiert 1942 ermordet 1942 Minsk                                  | 29. März 2012 |                                                                   | geboren am 13. Mai 1877 in Rosbach |
| Kirchplatz 9 ·                    | Franziska Seligmann | Hier wohnte Franziska Seligmann geb. Liebmann Jg. 1885 deportiert 1942 ermordet 1942 Minsk                                                       | 29. März 2012 |                                                                   | geboren am 30. Januar 1885 in Ellar |
| Kirchplatz 9 ·                    | Grete Lode          | Hier wohnte Grete Lode geb. Seligmann Jg. 1908 deportiert 1942 Theresienstadt befreit/überlebt                                                   | 29. März 2012 |                                                                   | |
| Kirchstraße 4 ·                   | Willi Seligmann     | Hier wohnte Willi Seligmann Jg. 1882 verhaftet 1938 ‘Rath-Aktion’ Dachau deportiert 1941 tot 1944 in Riga                                        | 17. Sep. 2011 |                                                                   | Willi Seligmann wurde am 26. Juni 1882 in Rosbach geboren und führte in Rosbach ein sehr angesehenes Textilgeschäft. Als gebürtiger Rosbacher kam ihm nie der Gedanke zu einer frühzeitigen Flucht ins Ausland. |
| Kirchstraße 4 ·                   | Johanna Seligmann   | Hier wohnte Johanna Seligmann geb. Heilbrunn Jg. 1885 deportiert 1941 tot in Riga                                                                | 17. Sep. 2011 |                                                                   | Johanna Seligmann wurde am 26. August 1885 in Frickhofen/Limburg im Westerwald geboren. Mit ihrem Mann Willi zog sie nach den Rosbacher Pogromen nach Köln, von wo aus sie mit der ganzen Familie nach Riga deportiert wurden. |
| Kirchstraße 4 ·                   | Arthur Seligmann    | Hier wohnte Arthur Seligmann Jg. 1920 deportiert 1941 tot 1944 in Stutthof                                                                       | 17. Sep. 2011 |                                                                   | Arthur Seligmann, am 19. Mai 1920 in Rosbach geboren, ging zum Alten Gymnasium in Wissen zur Schule. Für Arthur wurde auf dem Schulhof des Kopernikus Gymnasiums Wissen am 17. Dezember 2006 ein erster Stein verlegt. |
| Kirchstraße 4 ·                   | Ruth Seligmann      | Hier wohnte Ruth Seligmann Jg. 1929 deportiert 1941 tot in Riga                                                                                  | 17. Sep. 2011 |                                                                   | Ruth Karola Seligmann wurde am 18. August 1929 in Rosbach als Tochter von Willi und Johanna Seligmann geboren. Sie ging mit Wolfgang Jasser, für den in der Rathausstraße 30 in Rosbach ebenfalls ein Stolperstein verlegt wurde, in die evangelische Volksschule in Rosbach. |
| Mittelstraße 20 ·                 | Julius Seligmann    | Hier wohnte Julius Seligmann Jg. 1897 verhaftet 1939 ‘Rath-Aktion’ Dachau deportiert 1942 ermordet 1942 in Minsk                                 | 17. Sep. 2011 | Stolperstein Windeck Rosbach Mittelstraße 20 Julius Seligmann     | geboren am 25. Februar 1897 in Rosbach |
| Mittelstraße 20 ·                 | Frieda Seligmann    | Hier wohnte Frieda Seligmann Jg. 1899 deportiert 1942 tot in Sobibor                                                                             | 17. Sep. 2011 | Stolperstein Windeck Rosbach Mittelstraße 20 Frieda Seligmann     | |
| Mittelstraße 20 ·                 | Paula Seligmann     | Hier wohnte Paula Seligmann Jg. 1904 deportiert 1942 tot in Sobibor                                                                              | 17. Sep. 2011 | Stolperstein Windeck Rosbach Mittelstraße 20 Paula Seligmann      | |
| Mittelstraße 20 ·                 | Max Seligmann       | Hier wohnte Max Seligmann Jg. 1901 verhaftet 1938 ‘Rath-Aktion’ Dachau deportiert 1942 ermordet 1942 in Minsk                                    | 17. Sep. 2011 | Stolperstein Windeck Rosbach Mittelstraße 20 Max Seligmann        | geboren am 5. Mai 1901 in Rosbach |
| Mittelstraße 20 ·                 | Selma Seligmann     | Hier wohnte Selma Seligmann geb. Schönemann Jg. 1898 deportiert 1942 ermordet 1942 in Minsk                                                      | 17. Sep. 2011 | Stolperstein Windeck Rosbach Mittelstraße 20 Selma Seligmann      | geboren am 30. Dezember 1898 in Kröv |
| Mittelstraße 20 ·                 | Edith Seligmann     | Hier wohnte Edith Seligmann Jg. 1935 deportiert 1942 ermordet 1942 in Minsk                                                                      | 17. Sep. 2011 | Stolperstein Windeck Rosbach Mittelstraße 20 Edith Seligmann      | geboren am 25. März 1935 in Dattenfeld |
| Rathausstraße 30 ·                | Wolfgang Kaminka    | Hier wohnte Wolfgang Kaminka Jg. 1926 Heimatort unfreiwillig verlassen 1938 Köln deportiert 1942 ermordet in Minsk                               | 29. März 2012 |                                                                   | geboren am 1. März 1926 in Gießen |
| Rathausstraße 30 ·                | Irma Jasser         | Hier wohnte Irma Jasser geb. Leeser Jg. 1901 Heimatort unfreiwillig verlassen 1938 Köln Idar-Oberstein versteckt überlebt                        | 29. März 2012 |                                                                   | |
| Rathausstraße 30 ·                | Rudolf Jasser       | Hier wohnte Rudolf Jasser Jg. 1901 Heimatort unfreiwillig verlassen 1938 Köln überlebt                                                           | 29. März 2012 |                                                                   | |
| Preschlin-Allee 25 · Burg Mauel · | Julius Eiermann     | Hier wohnte Julius Eiermann Jg. 1886 interniert 1942 Messehalle Deutz Arbeitslager deportiert 1942 Theresienstadt befreit/überlebt               | 29. März 2012 |                                                                   | |
| Preschlin-Allee 25 · Burg Mauel · | Erika Eiermann      | Hier wohnte Erika Eiermann Jg. 1918 Arbeitslager unbekannt befreit/überlebt                                                                      | 29. März 2012 |                                                                   | |
| Preschlin-Allee 25 · Burg Mauel · | Katharina Eiermann  | Hier wohnte Katharina Eiermann Jg. 1925 interniert 1942 Messehalle Deutz Arbeitslager befreit/überlebt                                           | 29. März 2012 |                                                                   | |
| Preschlin-Allee 25 · Burg Mauel · | Ingeborg Eiermann   | Hier wohnte Ingeborg Eiermann Jg. 1927 interniert 1942 Messehalle Deutz Arbeitslager befreit/überlebt                                            | 29. März 2012 |                                                                   | |
| Preschlin-Allee 25 · Burg Mauel · | Margarete Eiermann  | Hier wohnte Margarete Eiermann Jg. 1930 interniert 1942 Messehalle Deutz Arbeitslager befreit/überlebt                                           | 29. März 2012 |                                                                   | |
| Preschlin-Allee 25 · Burg Mauel · | Ella Steinkritzer   | Hier wohnte Ella Steinkritzer geb. Straus Jg. 1897 deportiert 1941 tot im Ghetto Warschau                                                        | 29. März 2012 |                                                                   | geboren am 16. Februar 1897 in Hammelburg |